# 新井將敬
新井將敬（1948年1月12日—1998年2月19日）是日本政治家、大藏省公務員。曾當選4次眾議院議員。出生於大阪市。朝鲜族，朝鮮式姓名為朴景在（박경재）。

## 經歷
出生於大阪市的第二代在日朝鮮人。大阪府立北野高等学校畢業，於18歲時全家歸化日本。從東京大學畢業後進入新日本製鐵工作，後加入大藏省。任公務員期間曾擔任時任厚生大臣、大藏大臣渡邊美智雄的秘書。
1983年代表自民黨在東京都第2區參選眾議院議員但落選。當時曾被同一選區的石原慎太郎的秘書在選舉海報上貼上「昭和41年由北朝鮮歸化」的黑色貼紙。1986年成功當選。任職期間曾受韓國總統全斗煥的邀請訪問韓國，並於1992年起作為「改革派」評論家出席電視節目，批評「金權政治」的代表人物金丸信等人。
1997年12月被讀賣新聞爆出涉嫌在股票交易過程中向日興証券（今SMBC日興証券）索要非法利益，違反證券交易法而受到東京地方檢察廳特別搜查部調查。後於1998年2月19日在東京都港区的太平洋東京酒店房間內醉酒後自縊身亡。

## 外部連結
- 新井将敬HP （页面存档备份，存于）